# نامیگ عبدالله‌یف
نامیگ عبدالله‌یف (به ترکی آذربایجانی: Namiq Abdullayev؛ زادهٔ ۴ ژانویه ۱۹۷۱) کشتی‌گیر پیشین و مربی کشتی اهل جمهوری آذربایجان است. او در دوران فعالیت خود به عنوان کشتی‌گیر در دسته‌های ۵۲، ۵۴ و ۵۵ کیلوگرم کشتی آزاد برندهٔ مدال نقرهٔ المپیک ۱۹۹۶ آتلانتا، مدال طلای المپیک ۲۰۰۰ سیدنی و نیز نایب‌قهرمان سه دورهٔ مسابقات قهرمانی کشتی جهان در سال‌های ۱۹۹۴، ۱۹۹۸ و ۲۰۰۲ شد. او همچنین قهرمان سه دورهٔ مسابقات قهرمانی کشتی اروپا است. عبدالله‌یف پس از بازنشستگی به مربیگری روی‌آورد و سرمربی تیم ملی کشتی آزاد جمهوری آذربایجان است.

## زندگی
نامیگ عبدالله‌یف ۴ ژانویه سال ۱۹۷۱ به دنیا آمد. اصالتاً آق‌دره در شهرستان خیزی است. او بردار عارف عبدالله‌یف دیگر مربی کشتی آزاد جمهوری آذربایجان است.

## جوایز دولتی
- به دستور حیدر علی‌اف، رئیس‌جمهور وقت جمهوری آذربایجان، به تاریخ ۵ مارس سال ۱۹۹۵، از نامیگ عبدالله‌یف در پاس خدماتش به ورزش آذربایجان با اهدای نشان ترقی تقدیر به عمل آمد.[۳]
- بر اساس دستور شماره ۴۰۲ حیدر علی‌او مورخ ۱۸ اوکتبر سال ۲۰۰۰، به نامیگ عبدالله‌یف به خاطر دست‌آوردهایش در بازی‌های المپیک تابستانی ۲۰۰۰ و خدماتش به ورزش آذربایجان نشان شهرت اعطا شد.[۴]
- به دستور الهام علی‌اف، رئیس‌جمهور جمهوری آذربایجان به تاریخ ۲۷ مارس سال ۲۰۱۹، به نامیگ عبدالله‌یف در قبال ایفای نقش مؤثر در عرصه اجتماعی و سیاسی آذربایجان مدال یادبود صدمین سالگرد جمهوری دموکراتیک آذربایجان اهدا شد.